# James Scott, Monmouth első hercege
James Scott (Rotterdam, 1649. április 9. – London, 1685. július 15.) Monmouth első hercege, II. Károly angol király és szeretője, Lucy Walter törvénytelen fia volt. Abban az évben született, amikor apai nagyapját, I. Károly angol királyt Londonban kivégezték. 

## Élete
James Scott csupán egyike volt Károly 14 törvénytelen gyermekének, akik számos szeretőjétől származtak. A trónra nem tarthatott igényt, azonban születése után apja elismerte őt fiának, és rangot adományozott neki, így lett Monmouth első hercege.
Egyes pletykák szerint James Scott nem is a király fia volt, hanem Lucy Walter valamelyik szeretőjéé. Sokan úgy vélték, hogy a fiú apja igazából az a Robert Sidney ezredes (Leicester grófjának fiatalabbik fia) volt, akivel a nő állítólag 1648 nyarán viszonyt folytatott.
2012-ben Monmouth egyenes férfiági leszármazottjának, Richard Scott, Buccleuch 10. hercegének DNS-tesztje kimutatta, hogy ugyanazon Y-kromoszómája van, mint egy távoli Stuart unokatestvéré. Ez bizonyíték arra, hogy II. Károly valóban Monmouth apja volt.
1663. április 20-án feleségül vette a skót származású Anne Scottot, Buccleuch negyedik grófnőjét. Az esküvő napján Monmouth hercege felvette felesége vezetéknevét, ekkortól James Scott néven volt ismert. Az uralkodó ezen a napon Buccleuch hercegi ( 1663) címet adományozott a férj részére. Három évvel később az Uralkodó a pár kérésére megújította a Buccleuch hercegi cím adománylevelét, és a férjnek és a feleségnek külön-külön azonos címet – Buccleuch hercege illetve hercegnője – adományozta. Az újraadományozás jelentősége az volt, hogy külön-külön, egymástól függetlenül nyerték el a címeket, így az halál vagy elkobzás esetén is különállóak voltak. A hercegnő számára adott önálló cím a vagyona védelmét szolgálta, amely így elvállt férje vagyonától. Feleségétől hat gyereke született.
Szeretője, Eleanor Needham három gyermeket szült neki, Jamest, Henriette-tet és Isabelt. Nem sokkal halála előtt viszonyba keveredett egy bizonyos Henriettával, Wentworth bárónőjével is.

## Halála

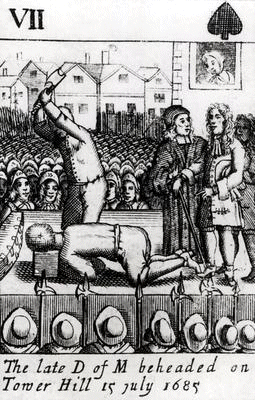
Scott kivégzése egy korabeli nyomtatványon

Habár James Scott egész életében anyagi biztonságban és jólétben élt, nem érte be csupán ezzel, és 1685-ben, apja halála után megkísérelte elorozni a koronát nagybátyjától, II. Jakabtól, Károly öccsétől, arra hivatkozva, hogy igenis törvényes gyermeknek számít, mivel szülei Hollandiában titokban összeházasodtak, bár ennek bizonyítására soha nem találtak hivatalos okiratot.
James Scott nem csupán a trónöröklés tárgyában nem értett egyet Jakabbal, hanem vallási téren sem, mivel Jakab katolikus, Scott pedig protestáns volt, akárcsak II. Károly.
Az általa kirobbantott felkelés leverése után, 1685. július 15-én, 36 éves korában lefejezték a Tower Hillen. Némelyek úgy tartották, hogy nem is őt végezték ki akkor, és úgy vélték, azonos lehet a Franciaországban csak Vasálarcos néven elhíresült fogollyal, mivel egyesek úgy vélték, Jakab nem lehetett olyan kegyetlen, hogy a saját unokaöccsét kivégeztesse, így hát rokonuk, XIV. Lajos francia király felügyeletére bízta őt.